# مارینا کوتینا
مارینا کوتینا (به صربی: Marina Kutina) یک منطقهٔ مسکونی در صربستان است که در Gadžin Han واقع شده‌است.